# Рапсоманики
Рапсоманики (грч. Ραψομανίκι) је насељено место у општини Александрија у периферији Средишња Македонија, Грчка. Према попису из 2021. године било је 166 становника.
Према бугарском географу и историчару, Василу Канчову, у Рапсоманикију је 1900. године живело 135 Грка. После 1923. године насељено је 17 грчких избегличких породица, укупно 50 особа. На попису из 1928. године Рапсоманики је имао 173 становника.